# Mohammad Azharuddin
Mohammad Azharuddin  pronunciation (ajutor·info) (născut la 8 februarie 1963 în Hyderabad, apoi Andhra Pradesh acum Statul Telangana, India) este un fost căpitan de cricket indian și politician. El a fost un jucător la lovitură de ordin mijlociu și a fost căpitanul echipei de cricket Indian în anii 1990. El a fost ales ca membru al Parlamentului din circumscripția Moradabad  la petrecerea Congresului Național Indian pe un bilet.
Azharuddin a fost implicat în scandalul unui meci de cricket aranjat în 2000 și a fost interzis prin BCCI pe viață. Pe 8 noiembrie 2012, înalta Curte Andhra Pradesh a ridicat interdicția descriind-o ca fiind "fară dovezi".

## Viața timpurie și educație
Azharuddin s-a născut pe 8 februarie 1963 în Hyderabad din Mohammad Azizuddin și Yousuf Sultana .El a terminat Toți Sfinții Liceu, Hyderabad și a absolvit facultatea Nizam, din cadrul Universității din Osmania luând diploma de liceu în comerț.

## Cariera în cricket
Azharuddin și- a făcut debutul pentru echipa indiană de cricket în testul de cricket în 1984 împotriva Angliei la Grădinile Raiului în Kolkata, la 31 decembrie 1984. și a lovit de trei puncte în primele sale trei meciuri. Azharuddin a marcat în total 22 de puncte   în cricketul de testare, la o medie de 45 de ani și șapte în Angila la o medie de 37. Ca jucator, el a luat 156 prinderi în ODI cricket. El a jucat 99 de meciuri test cu un scor mai mare de 199, marcând împotriva Sri Lanka.

### Căpitan
Azharuddin a devenit căpitan al echipei Indiene reușind Krishnamachari Srikkanth în 1989. El a condus echipa Indiană în 47 de meciuri-Test și 174 într-O Zi Internațională. El a condus echipa spre victorie în 90 de ODIs, cel mai mare scor depășindu-l pe M. S. Dhoni pe 2 septembrie 2014. Câștigă 14 meciuri de testare în calitate de căpitan, a fost un record până când a fost bătut de Sourav Ganguly, care are 21 de victorii în meciuri de testare pe numele lui.

### Scandalul meciurilor aranjate
Azharuddin a fost acuzat și găsit vinovat de aranjarea meciurilor în scandalul de trucare a meciurilor în anul 2000. Apoi căpitanul sud-african Hansie Cronje a arătat că Azharuddin a fost cel care l-a introdus la pariuri.. Azharuddin a fost interzis de către ICC și BCCI pe viață pe baza unui raport întocmit de către Biroul Central de Investigații.
Pe 8 noiembrie 2012, Banca Divizionară formată din Justiția Ashutosh Mohunta și Mohan Krishna Reddy din Înalta Instanță Anhra Pradesh a revocat interdicția impusă.

### Stil
Azharuddin a fost un jucător la lovitură de ordin mijlociu. El a fost cunoscut pentru un stil grațios și fluid de bătaie. John Woodcock, un scriitor de cricket, a spus despre el, "Nu are rost să întrebi un englez dacă bate ca Mohammad Azharuddin. Ar fi ca și cum ai aștepta un ogar să câștige Epsom Derby." Jucătorul retras de cricket, Venkataraghavan a declarat că "Azharuddin a avut cele mai bune încheieturi în joc".

## Cariera politică
Azhruddin s-a alăturat în mod oficial Congresului Național Indian în urma unei petreceri din 19 februarie 2009. El a câștigat alegerile electorale indiene din 2009 la Moradabad în Uttar Pradesh.

## Statistici de carieră

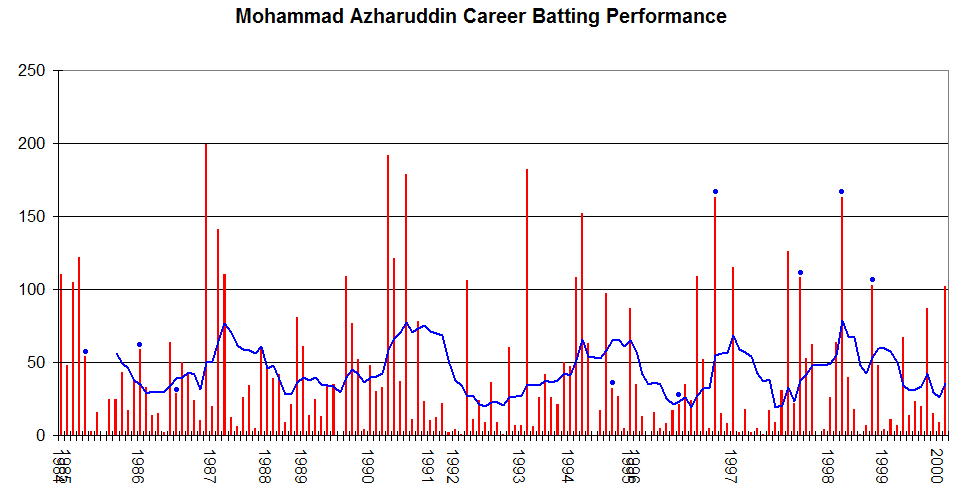
Mohammad Azharuddin performanța graficului de carieră

### Test de carieră
| Echipa          | Rulează | Medie | Secole |
| --------------- | ------- | ----- | ------ |
| Australia       | 780     | 39.00 | 2      |
| Anglia          | 1978    | 58.09 | 6      |
| Noua Zeelandă   | 1152    | 61.23 | 2      |
| Pakistan        | 1089    | 40.47 | 3      |
| Africa De Sud   | 915     | 41.00 | 4      |
| Sri Lanka       | 1215    | 55.23 | 5      |
| Indiile De Vest | 539     | 28.37 | 0      |
| Zimbabwe        | 59      | 14.75 | 0      |
| Total           | 6215    | 45.04 | 22     |

## Premii
Lui Ayharuddin i-a fost acordată Arjuna de Atribuire în 1986 și a fost numit jucătorul de cricket Wisden al anului în 1991.

## Viața personală
Azharuddin s-a căsătorit cu Naureen în 1987 și a avut doi fii cu ea. În 1996, el a divorțat de ea și s-a căsătorit cu actrita Sangeeta Bijlani. Căsătoria sa încheiat cu un divorț în 2010, din cauza unei presupuse aventuri a lui Azhar cu un jucătoarea de badminton Jwala Guta, această presupusă relație nu a fost recunoscută de către jucător. Fiul său mai mic Ayazuddin a murit într-un accident rutier în 2011. Conform rapoartelor mass-media, se presupune că a fost căsătorit de mult timp cu prietena lui Shannon Marie în 2015.

## În cultura populară
Un film Azhar, regizat de Tony D ' Souza, a fost bazat pe viața lui. Filmul prezentat de către Emraan Hashmi în rolul lui Mohammad Azharuddin, Nargis Fakhri ca  fiindSangeeta Bijlani și Prachi Desai ca prima sotie Naureen. Acesta a fost lansat pe 13 mai 2016.

## A se vedea, de asemenea,
- Lista de cricketers interzis pentru meciul de fixare
- Lista de cricket internațional secole de către Mohammad Azharuddin

## References
1. 1 2  Choudhury, Angikaar. „Mohammad Azharuddin: The rise and fall of the Nawab of Hyderabad”. Scroll.in (în engleză). Accesat în 1 aprilie 2016.
2. 1 2  „AP high court lifts ban on Azharuddin”. Wisden India. 8 noiembrie 2012. Accesat în 14 mai 2016.
3. ↑  „Biography of Azhar”. azhar.co.in. Accesat în 12 mai 2016.
4. 1 2 3 4  „Azhar: Here's all the real life drama from Mohammad Azharuddin's life”. Indian Express. 13 mai 2016. Accesat în 14 mai 2016.
5. ↑  „Virat Kohli has to behave like a captain, says Mohammad Azharuddin”. The Indian Express. 30 iulie 2013. Accesat în 6 ianuarie 2014.
6. ↑  „Corruption in Cricket”. BBC News. 5 decembrie 2000. Accesat în 21 decembrie 2010.
7. ↑  „The CBI Report, in full”. Rediff. 1 noiembrie 2000. Accesat în 21 decembrie 2010.
8. ↑  Full tex of the CBI report on cricket match-fixing and related malpractises, October 2000. Central Bureau of Investigation, New Delhi (Raport). Rediff. Accesat în 21 decembrie 2010.
9. ↑  „Match fixing scandal”. The Hindu. 8 noiembrie 2012. Accesat în 21 martie 2015.
10. ↑  „Match fixing charges: Andhra court says life ban on Azharuddin illegal”. NDTV. 8 noiembrie 2012. Accesat în 21 martie 2015.
11. ↑  Astill, James (2013). The Great Tamasha: Cricket, corruption and the turbulent rise of modern India. Wisden Sports Writing. p. 132. ISBN 978-1408156926.
12. ↑  „Azhar starts new innings”. IBN Live. Accesat în 12 mai 2016.
13. ↑  „List of Arjuna Awardees”. Odisha book. Accesat în 14 mai 2016.
14. ↑  „Jwala in, Bijli out of Azharuddin's life?”. Times of India. 24 iulie 2010. Accesat în 15 mai 2016.
15. ↑  „Azhar dating badminton player Jwala Gutta”. India tv News. Accesat în 12 mai 2016.
16. 1 2  „Third time's the charm: Mohammad Azharuddin gets married, again”. Times of India. 20 decembrie 2015. Accesat în 14 mai 2016.